# Verwantschapssysteem
Een verwantschapssysteem is het geheel van regels dat de rechten en plichten van leden van een familie of een clan beschrijft. Meestal is het gebaseerd op biologische afstamming, maar een verwantschapssysteem wordt beschouwd als een culturele verworvenheid.
Er kunnen twee hoofdsystemen worden onderscheiden:
- matrilineaire verwantschapssystemen, waarbij de verwantschap loopt via de moeder
- patrilineaire verwantschapssystemen, waarbij de verwantschap loopt via de vader

Binnen deze systemen zijn allerlei variaties mogelijk. Zo wordt in sommige matrilineaire culturen een kind opgevoed door (in het gezin van) de broer van de moeder in plaats van door de moeder en de vader, zoals in westerse culturen gebruikelijk is.
Cultureel antropologen hebben talloze verwantschapssystemen beschreven. Zij gebruiken hierbij de term kinship, om aan te geven dat het hen primair om de culturele band gaat en niet direct om de biologische verwantschap.